# Homologie mit Koeffizienten
In der Mathematik ist Homologie mit Koeffizienten in einer abelschen Gruppe eine Verallgemeinerung der klassischen Homologietheorien.

## Definition
Sei
{\displaystyle 0\leftarrow K_{0}\leftarrow K_{1}\leftarrow K_{2}\leftarrow K_{3}\leftarrow \ldots }
ein Kettenkomplex und {\displaystyle G} eine abelsche Gruppe. Als Homologie mit Koeffizienten in {\displaystyle G} bezeichnet man die Homologie des Kettenkomplexes
{\displaystyle 0\leftarrow K_{0}\otimes _{\mathbb {Z} }G\leftarrow K_{1}\otimes _{\mathbb {Z} }G\leftarrow K_{2}\otimes _{\mathbb {Z} }G\leftarrow K_{3}\otimes _{\mathbb {Z} }G\ldots }.
Für {\displaystyle G=\mathbb {Z} } erhält man die Homologie des Kettenkomplexes.
Für einen topologischen Raum {\displaystyle X} bezeichnet man mit {\displaystyle H_{*}(X,G)} die Homologie des singulären Kettenkomplexes mit Koeffizienten in {\displaystyle G}. Für {\displaystyle G=\mathbb {Z} } erhält man die singuläre Homologie.
Für einen Simplizialkomplex {\displaystyle S} bezeichnet man mit {\displaystyle H_{*}(S,G)} die Homologie des simplizialen Kettenkomplexes mit Koeffizienten in {\displaystyle G}. Für {\displaystyle G=\mathbb {Z} } erhält man die simpliziale Homologie.

## Beispiel
Sei {\displaystyle X=\mathbb {R} P^{n}} der projektive Raum und {\displaystyle G=F} ein Körper.
Wenn die Charakteristik von {\displaystyle F} gleich {\displaystyle 2} ist, dann ist {\displaystyle H_{k}(\mathbb {R} P^{n},F)=F} für alle {\displaystyle k} mit {\displaystyle 0\leq k\leq n}.
Wenn {\displaystyle char(F)\not =2}, dann ist {\displaystyle H_{0}(\mathbb {R} P^{n},F)=F} und für ungerade {\displaystyle n} auch {\displaystyle H_{n}(\mathbb {R} P^{n},F)=F}, aber {\displaystyle H_{k}(\mathbb {R} P^{n},F)=0} für alle anderen Werte von {\displaystyle k}.

## Berechnung
Die Homologie mit Koeffizienten kann aus der klassischen Homologie mit Hilfe des universellen Koeffizientensatzes
{\displaystyle 0\to H_{n}(X)\otimes G\to H_{n}(X;G)\to \operatorname {Tor} _{1}^{\mathbb {Z} }(H_{n-1}(X),G)\to 0}
berechnet werden.